# Currie Chapman
Currie Chapman (Ottawa, 1940) è un ex sciatore alpino e allenatore di sci alpino canadese.

## Biografia
Sciatore polivalente originario di Chelsea, Chapman fece parte della nazionale canadese dal 1964 al 1968; debuttò in campo internazionale in occasione della Roch Cup 1965 (Aspen, 29-31 gennaio), dove si classificò 38º nella discesa libera e 14º nello slalom speciale. In Coppa del Mondo esordì il 15 marzo 1968 nella medesima località in discesa libera piazzandosi 40º (tale risultato sarebbe rimasto il migliore di Chapman nel massimo circuito) e prese per l'ultima volta il via il 15 febbraio 1969 a Mont-Sainte-Anne in slalom gigante (48º); non prese parte a rassegne olimpiche o iridate. Dopo il ritiro divenne allenatore nei quadri della Federazione sciistica del Canada, ricoprendo l'incarico di responsabile del settore femminile della nazionale dal 1978 al 1988.

## Palmarès

### Campionati canadesi
- 1 medaglia (dati parziali):
  - 1 argento (slalom gigante[6] nel 1969)

## Riconoscimenti
- Coach of the Year (1986)[2]
- Canadian Olympic Hall of Fame (2005)[2]